# United States House Permanent Select Committee on Intelligence

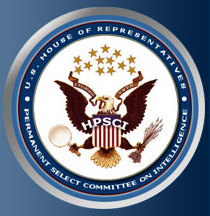
Das Siegel des Ausschusses

Das United States House Permanent Select Committee on Intelligence (HPSCI; deutsch „Ständiger Sonderausschuss für Geheimdienste des Repräsentantenhauses der Vereinigten Staaten“) ist ein seit 1977 bestehender Ausschuss des Repräsentantenhauses der Vereinigten Staaten. Es arbeitet mit seinem Gegenstück im Senat, dem Senate Select Committee on Intelligence, zusammen. Die beiden Ausschüsse der beiden Häuser des Kongress der Vereinigten Staaten sollen die Aufsicht der Legislative über die United States Intelligence Community gewährleisten. Derzeitige Vorsitzende ist Mike Turner (R-OH), Oppositionsführer (Ranking Member) ist Jim Himes (D-CT).

## Gründung
Am 14. Juli 1977 wurde auf Basis der House Resolution 658 das United States House Permanent Select Committee on Intelligence gegründet. Vorläufer war das unter dem Vorsitz von Lucien N. Nedzi im Februar 1975 ins Leben gerufene Select Committee on Intelligence. Nach dem Rücktritt von Nedzi übernahm Otis G. Pike den bis Januar 1976 bestehenden Ausschuss. Der unter anderem Budgetkürzungen für den Geheimdienst vorschlagende Abschlussbericht wurde auf Beschluss des Kongresses nicht veröffentlicht, jedoch später durch Journalisten enthüllt.

## Betroffene Politikfelder
Der Ausschuss ist für die verschiedensten Teile der Regierungsadministration, des Militärs und von Bundesbehörden zuständig, soweit es um Geheimdiensttätigkeiten geht (Amerikan. Ausdruck: die Intelligence Community). Gelegentlich tritt er auch gemeinsam mit dem entsprechenden Senatsausschuss als Untersuchungsausschuss zusammen. Zum Teil überschneiden sich seine gesetzgeberischen Funktionen mit der von anderen Ausschüssen. Seiner Aufsicht unterstehen folgende Ministerien und Bundesagenturen:
- Office of the Director of National Intelligence
- Central Intelligence Agency
- Defense Intelligence Agency
- Department of Defense
- Department of Energy
- Department of Homeland Security
- Department of Justice
- Department of State
- Department of Treasury
- Drug Enforcement Administration
- Federal Bureau of Investigation
- National Geospatial-Intelligence Agency
- National Reconnaissance Office
- National Security Agency
- Office of Naval Intelligence
- US Air Force Intelligence, Surveillance, and Reconnaissance
- US Army Intelligence and Security Command
- US Coast Guard
- US Marine Corps Intelligence Activity